# Gościno (plaats)

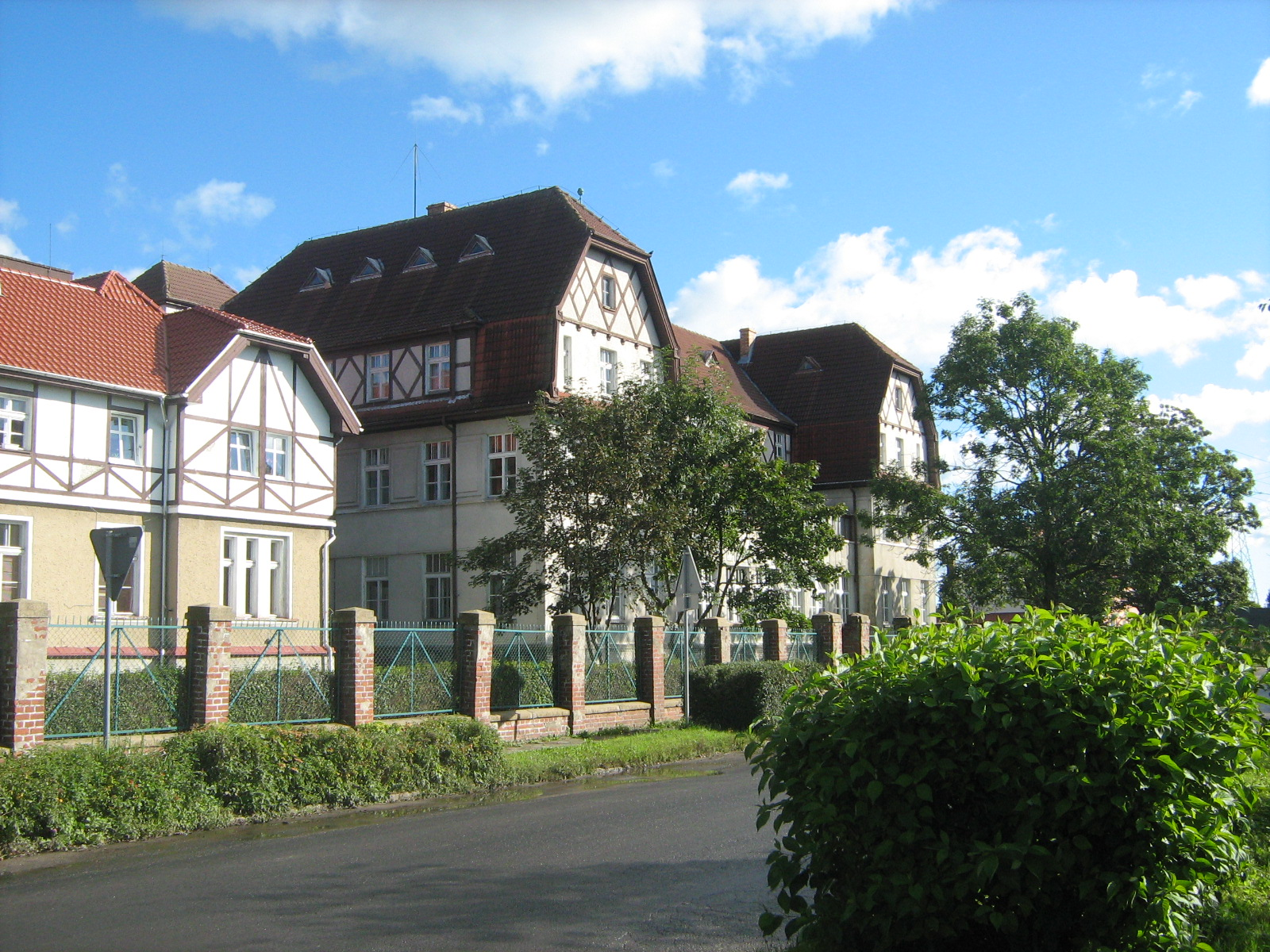

Gościno is een plaats in het Poolse district Kołobrzeski, woiwodschap West-Pommeren. De plaats maakt deel uit van de gemeente Gościno en telt 2200 inwoners.